# Guilherme Guido
Guilherme Augusto Guido (Limeira, 12 de fevereiro de 1987) é um nadador brasileiro. Um dos maiores nadadores de nado costas da História do Brasil, Guido participou de 2 Jogos Olímpicos, foi duas vezes finalista dos 100m costas em Campeonatos Mundiais de piscina longa, e foi medalhista de bronze nos 100m costas no Mundial de Piscina Curta de 2012. Também foi várias vezes recordista sul-americano dos 50m costas, 100m costas e 4x100m medley. Vereador da cidade de Limeira/SP, eleito em 2024 com 2.428 votos para a legislatura 2025-2028.

## Trajetória esportiva

### Início
Quando criança, Guilherme Guido sofria de bronquite e começou a nadar aos cinco anos, por indicação médica. Aos sete anos destacou-se nos campeonatos regionais da categoria e, em 2002, foi convidado a nadar profissionalmente pelo Esporte Clube Pinheiros.
Quando novo, era grande rival de César Cielo; nos torneios na região de Campinas, Guido costumava vencer Cielo no nado livre, enquanto Cielo vencia Guido no nado costas, até os 15 anos de idade, quando a situação se inverteu, e Cielo resolveu se dedicar ao nado livre enquanto Guilherme Guido se focou no nado costas.

### 2004–08
Participou de seu primeiro torneio internacional importante no Campeonato Mundial de Natação em Piscina Curta de 2004, sediado na cidade de Indianápolis, em outubro de 2004. Aos 17 anos, Guido ficou em quarto lugar no revezamento 4x100 metros medley, quebrando o recorde sul-americano com o tempo de 3m33s02, junto com César Cielo, Kaio Márcio de Almeida e Eduardo Fischer. Ele também ficou em 13º nos 100 metros costas e em 18º nos 50 metros costas, tendo desistido de nadar os 200 metros costas.
Nos Jogos Sul-Americanos de 2006, Guido ganhou medalha de prata nos 200 metros costas, e medalha de bronze nos 100 metros costas.
Participou do Campeonato Mundial de Natação em Piscina Curta de 2008, onde foi à final dos 100 metros costas, terminando em sétimo lugar. Também ficou em décimo nos 50 metros costas, desistiu dos 200 metros costas e foi finalista do 4x100 metros medley, terminando em sexto lugar.
Em 2008 já detinha o recorde sul-americano dos 50 metros costas em piscina longa, com 25s10. Em maio, melhorou seu recorde para 25s04.

### Jogos Olímpicos de 2008
Nos Jogos Olímpicos de Verão de 2008 em Pequim, Guido terminou em 20º nos 100 metros costas, e 14º no revezamento 4x100 metros medley.

### 2009–12
Em 7 de maio de 2009, no Parque Aquático Maria Lenk, Guido obteve o quinto melhor tempo da história nos 50 metros costas, prova não-olímpica, com 24s71.
No Campeonato Mundial de Esportes Aquáticos de 2009 em Roma, nadou os 50 e 100 metros costas, mas não chegou à final. Na prova dos 50 metros costas, chegou a bater o recorde do campeonato mundial e o recorde sul-americano, com 24s49, na eliminatória.
Chegou em quarto lugar na prova dos 4x100 metros medley com a equipe do Brasil, numa prova onde os quatro primeiros revezamentos bateram o recorde mundial dos Estados Unidos obtido em 2008, em Pequim.
Em 6 de setembro de 2009 bateu o recorde sul-americano dos 100 metros costas, que já era seu: 53s24.
Em 21 de novembro de 2009 bateu o recorde sul-americano dos 100 metros costas em piscina curta: 49s63.
Em  22 de novembro de 2009 bateu o recorde sul-americano dos 50 metros costas em piscina curta: 23s39, batendo o tempo que era do venezuelano Albert Subirats, de 23s72.
Nos Jogos Sul-Americanos de 2010, Guido ganhou três medalhas de ouro: nos 50 metros costas, nos 100 metros costas e nos 4x100 metros medley.
No Campeonato Pan-Pacífico de Natação de 2010 em Irvine, nos Estados Unidos, Guido terminou em quarto lugar nos 4x100 metros medley, oitavo nos 50 metros costas, e oitavo nos 100 metros costas.
No Campeonato Mundial de Natação em Piscina Curta de 2010, Guido, juntamente com César Cielo, Felipe França e Kaio Márcio de Almeida, bateu o recorde sul-americano dos 4x100 metros medley com o tempo de 3m23s12, obtendo a medalha de bronze. Também foi à final dos 50 metros costas, terminando em sexto lugar; e à final dos 100 metros costas, ficando em oitavo.
Participou do Campeonato Mundial de Esportes Aquáticos de 2011, onde ficou em 19º nos 50 metros costas, 27º nos 100 metros costas e 14º nos 4x100 metros medley.
Nos Jogos Pan-Americanos de 2011 em Guadalajara, Guido obteve a medalha de ouro nos 4x100 metros medley e o bronze nos 100 metros costas.
Em agosto de 2012 bateu o recorde sul-americano dos 50 metros costas em piscina curta, que já era seu: 23s31. Sua marca anterior era de 23s39. Em novembro bateu o recorde novamente: 23s18.
No Campeonato Mundial de Natação em Piscina Curta de 2012, Guido conquistou a medalha de bronze nos 100 metros costas, com o tempo de 50s50. Também terminou em 4º lugar nos 50 metros costas e nos 4x100 metros medley.

### 2013–16
No Campeonato Pan-Pacífico de Natação de 2014 em Gold Coast, na Austrália, Guido terminou em quarto lugar no revezamento 4x100 metros medley, junto com Felipe França, Thiago Pereira e Marcelo Chierighini, e em oitavo lugar nos 100 metros costas.
No Campeonato Mundial de Natação em Piscina Curta de 2014 realizado em Doha, no Qatar, Guido conquistou a medalha de ouro nos 4x50 metros medley, na equipe também formada por Felipe França, Nicholas Santos e César Cielo; o Brasil ganhou o ouro batendo o recorde mundial com a marca de 1m30s51. No dia 7 de dezembro, Guido ganhou seu segundo ouro no revezamento 4x100 metros medley na equipe também formada por Cesar Cielo, Marcos Macedo e Felipe França, com a marca de 3m21s14, recorde sul-americano. Guido também terminou em quinto lugar nos 100 metros costas e em nono lugar nos 50 metros costas. No total, a equipe brasileira conquistou sete medalhas de ouro, terminando em primeiro lugar no quadro de medalhas. pela primeira vez na história.
Nos Jogos Pan-Americanos de 2015 em Toronto, no Canadá, Guido ganhou a medalha de ouro no revezamento 4×100 metros medley, onde quebrou o recorde do Pan com o tempo de 3m32s68, junto com Marcelo Chierighini, Felipe França e Arthur Mendes. Guido abriu o revezamento com o tempo de 53s12, novo recorde do Pan e recorde sul-americano para a prova dos 100 metros costas. Antes, ele já havia ganho uma medalha de prata nos 100 metros costas.
No Campeonato Mundial de Esportes Aquáticos de 2015, Guido terminou em 14º lugar na prova dos 100 metros costas. Apesar de ter obtido vaga para as semifinais, ali ele fez somente o tempo de 53s88, longe do seu recorde sul-americano de 53s12, obtido no Pan poucos dias antes. Nos 50 metros costas, ele terminou em 16º lugar nas eliminatórias, empatado com o espanhol Miguel Ortiz-Cañavate, com um tempo de 25s29. Ambos deveriam disputar um desempate para decidir quem iria à final, mas Guido optou por não nadar o desempate, preferindo descansar e se poupar para os 4x100 metros medley. Ele terminou em décimo lugar nos 4x100 metros medley, junto com Arthur Mendes, Felipe Lima e Marcelo Chierighini.

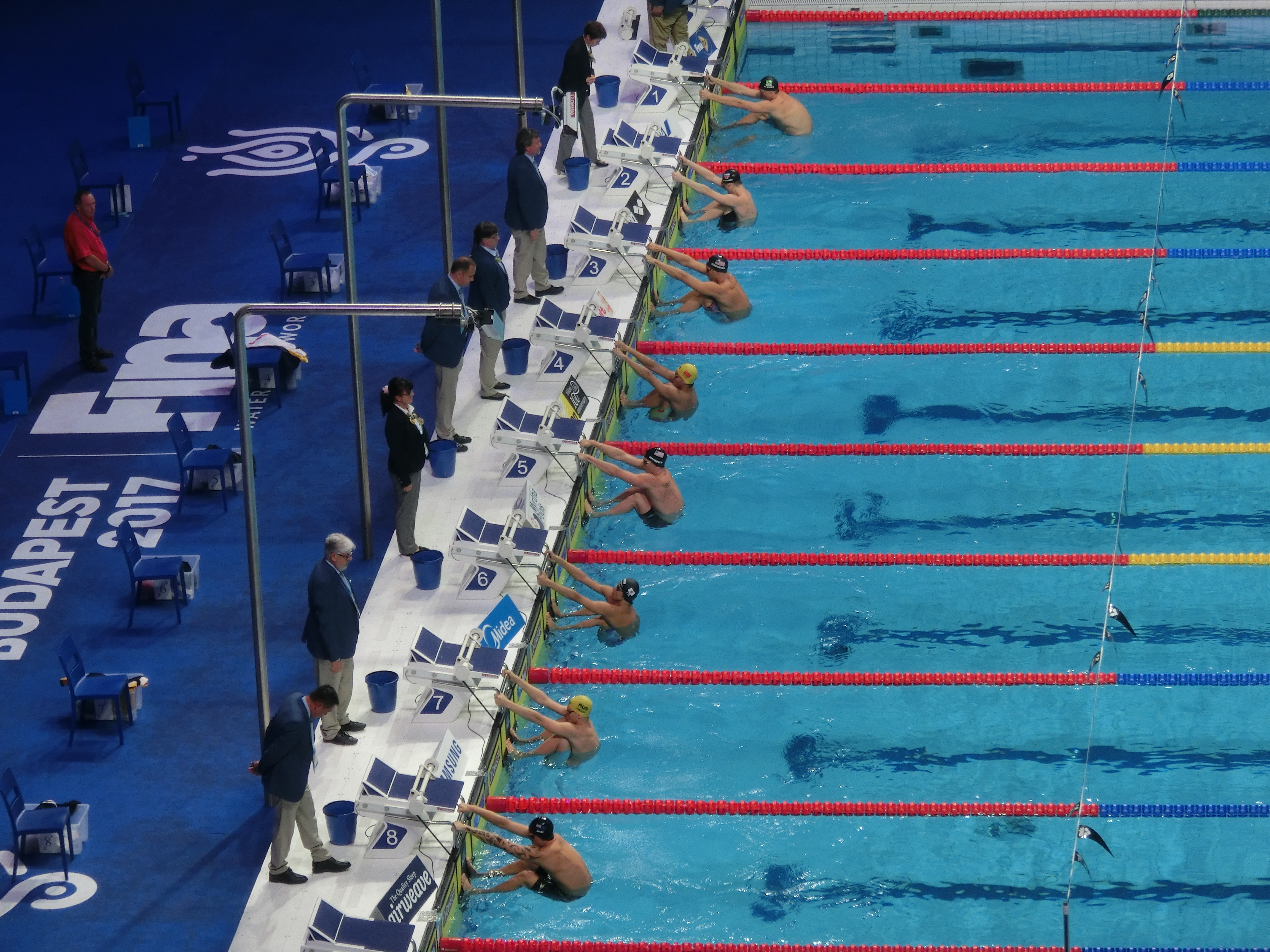
Guido na final dos 100m costas do Mundial de Budapeste 2017

No Open realizado em Palhoça, em dezembro de 2015, ele bateu o recorde sul-americano nos 100 metros costas, com o tempo de 53s08.

### Jogos Olímpicos de 2016
Nos Jogos Olímpicos de Verão de 2016, Guido terminou em 6º no revezamento 4 × 100 metros medley, e em 14º em 100 metros costas.

### 2017–20
No Campeonato Mundial de 2017 em Budapeste, nos 100 m costas, ele foi à sua primeira final individual em um campeonato mundial de piscina longa, terminando em 7º lugar. Ele também terminou em 12º nos 50 m costas, e 5º no revezamento 4x100 m medley, junto com Henrique Martins, João Gomes Júnior e Marcelo Chierighini.
No Troféu José Finkel de 2018, em São Paulo, ele quebrou o recorde sul-americano em piscina curta dos 50 metros costas (22s68) e dos 100 metros costas (49s62).
No Campeonato Mundial de Piscina Curta de 2018 em Hangzhou, ele ganhou uma medalha de bronze no Revezamento 4 × 50 metros medley, junto com Nicholas Santos, Felipe Lima e César Cielo. Nos 50m costas, ele terminou em 5º, a apenas 0,03 segundos de ganhar uma medalha de bronze. Nos 100 metros costas, ele bateu duas vezes o recorde sul-americano em piscina curta: 49s57 nas eliminatórias e 49s45 nas semifinais, terminando em 5º na final.
No Campeonato Mundial de Esportes Aquáticos de 2019, em Gwangju, na Coreia do Sul, ele chegou à sua segunda final de Campeonato Mundial nos 100 m costas, terminando em 7º. Guido quebrou o recorde sul-americano nas eliminatórias, com o tempo de 52s95. Ele foi o primeiro sul-americano a nadar a prova em menos de 53 segundos. No revezamento 4 × 100 m medley, ele terminou em 6º, ajudando o Brasil a se classificar para a Olimpíada de Tóquio de 2020. Ele também terminou em 9º lugar nos 50 m costas.
Nos Jogos Pan-Americanos de 2019, realizados em Lima, Peru, ele ganhou uma medalha de ouro no revezamento 4 × 100 m medley misto, e duas pratas, no revezamento 4 × 100 m medley e nos 100 m costas.

### Recordes
Guido é o atual detentor, ou ex-detentor, dos seguintes recordes:
Piscina olímpica (50 metros)
- Ex-recordista sul-americano dos 50 metros costas: 24s49, marca obtida em 1 de agosto de 2009[17]
- Recordista sul-americano dos 100 metros costas: 52s95, marca obtida em 22 de julho de 2019[20]
- Recordista sul-americano do revezamento 4x100 metros medley: 3m29s16, obtidos em 2 de agosto de 2009, com Henrique Barbosa, Gabriel Mangabeira e César Cielo[19]

Piscina semi-olímpica (25 metros)
- Ex-recordista sul-americano dos 50 metros costas: 23s18, marca obtida em 7 de novembro de 2012[38]
- Recordista sul-americano dos 100 metros costas: 49s63, marca obtida em 21 de novembro de 2009[21]
- Recordista mundial do revezamento 4x50 metros medley: 1m30s51, obtidos em 4 de dezembro de 2014, com Felipe França, Nicholas Santos e César Cielo
- Recordista Sul-Americano do revezamento 4x100m medley: 3m21s14, obtidos em 7 de dezembro de 2014, com Felipe França, Marcos Macedo e César Cielo